# Bellreguard
Bellreguard – gmina w Hiszpanii, w prowincji Walencja, we wspólnocie autonomicznej Walencja, o powierzchni 2,85 km². W 2011 roku liczyła 4697 mieszkańców.